# CoronaVac
CoronaVac é uma vacina contra a COVID-19 desenvolvida pela companhia biofarmacêutica chinesa Sinovac Biotech. A vacina utiliza uma versão quimicamente inativada do SARS-CoV-2, o tipo de coronavírus que causa COVID-19. A CoronaVac não precisa ser congelada e tanto o produto final quanto a matéria-prima para a formulação da CoronaVac podem ser transportados refrigerados a 2−8°C, temperaturas nas quais as vacinas de gripe são mantidas.
Um estudo da Universidade do Chile identificou uma eficácia de 56% para os vacinados com duas doses, mas de apenas 3% para uma única dose. Um outro estudo chileno indicou que a CoronaVac possuía uma eficiência de 65% contra casos sintomáticos, 87% contra hospitalizações, 90% contra internações de UTI e 86% para evitar casos de mortes. Na Indonésia, um estudo feito com 128 290 funcionários do setor de saúde imunizados com a CoronaVac mostrou um índice de proteção de 94% proteção contra infecção sintomática, sendo resultados melhores que nos testes clínicos. No Brasil, após 75% da população da cidade de Serrana, São Paulo, ter recebido a CoronaVac, resultados preliminares mostraram que as mortes caíram em torno de 95%, com hospitalizações caindo 86% e casos sintomáticos em 80%.
Em setembro de 2021, dados de efetividade da Malásia apontaram 90,44% de eficácia da vacina contra mortes em pessoas totalmente imunizadas. O país tem mais de 40% da sua população vacinada com o imunizante da Sinovac Biotech.
O resultado da fase III dos testes no Brasil mostraram, primeiramente, 50,7% de eficácia na prevenção de infecções sintomáticas e 83,7% de eficácia na prevenção de casos leves que precisam de tratamento. A eficácia contra infecções sintomáticas aumentou para 62,3% com um intervalo de 21 dias entre as doses. A fase III dos resultados da Turquia anunciados em 3 de março de 2021 mostraram uma eficácia de 84%.
Politização, questões de transparência e alguns dados de testes incompletos no Brasil contribuíram para a falta de confiança na CoronaVac por lá.
Em 1 de junho de 2021, a Organização Mundial da Saúde (OMS) validou o uso desta vacina para uso emergencial, sendo que naquela época cerca de 430 milhões de doses da CoronaVac já haviam sido administradas pelo mundo.

## História

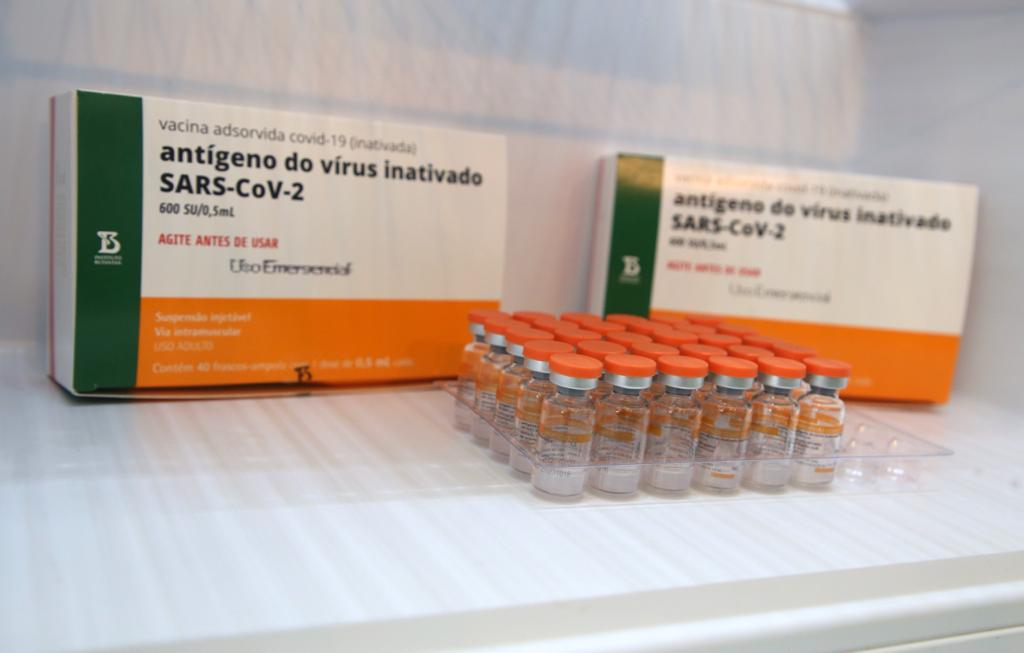
Frascos da CoronaVac e, ao fundo, caixas com o logo do Butantan.

O desenvolvimento da CoronaVac começou no final de janeiro de 2020 em parceria com centros de pesquisa da China. Em abril, a vacina se mostrou promissora em testes pré-clínicos realizados em macacos rhesus, cujos resultados foram publicados no começo de maio. Logo em seguida, testes clínicos em humanos foram aprovados e apresentaram resultados promissores no final do mesmo mês.
Com resultados positivos das fases 1 e 2 de testes em humanos sendo oficialmente divulgados no início de junho, os testes avançaram para a fase 3, com o resultado geral da eficácia da vacina tendo sido divulgados em final de 2020. Esta eficácia, no entanto, variou de país para país e foi de apenas 50,4% no Brasil.
No Brasil, especificamente, no dia 10 de novembro, os testes da CoronaVac foram interrompidos após um suposto evento adverso grave, mas posteriormente o Instituto Médico Legal (IML) apontou suicídio como causa da morte e foi constatado que o caso não tinha relação com a vacina. Os testes foram retomados no dia 11, após liberação da Anvisa.
Na metade de janeiro de 2021, a Sinovac pediu aprovação da vacina pela OMS, mas esta ainda não havia sido concedida até 08 de maio de 2021.

## Testes

#### Testes de fase 1 e 2
A CoronaVac se mostrou eficaz em testes pré-clínicos e recebeu aprovação para avançar com testes de fase 1 em humanos em abril de 2020. Após a fase 2 dos ensaios clínicos, feita com adultos de idade entre 18 e 59 anos e completada em julho de 2020, os resultados foram publicados na revista científica The Lancet em 17 de novembro de 2020,  tendo a vacina mostrado uma imunogenicidade desde uma baixa dose, promovendo a  seroconversão de anticorpos neutralizantes em 92% daqueles injetados com baixas doses de 3 μg e em 98% daqueles que receberam doses de 6 μg com 14 dias de diferença entre uma e outra. Os sintomas adversos foram leves, sendo que o principal foi dor no local da aplicação.
Em maio, a CoronaVac começou a ser testada nas fases 1 e 2 na China, inicialmente em 422 adultos acima de 60 anos  e em setembro e em 552 crianças e adolescentes com idade entre 3 e 17 anos.

#### Testes de fase 3 na América Latina
Em 21 de julho de 2021 a Sinovac começou a conduzir, em parceria com o Instituto Butantan, o estudo clínico de fase 3 no Brasil para avaliar a eficácia e segurança da vacina. 8 870 profissionais de saúde com idades entre 18 e 59 anos de seis estados do Brasil participaram da pesquisa.
O estudo, chamado PROFISCOV, foi expandido ao se anunciar, em 25 de setembro, que mais 4 190 profissionais de saúde voluntários - incluindo idosos com mais de 60 anos - receberiam a CoronaVac em outros 4 centros de pesquisa, totalizando assim 13 060 voluntários em 16 centros de pesquisa. Em troca, foi prometida a transferência da tecnologia da CoronaVac para que o Butantan produzisse o imunizante.
Testes de fase 3 também foram anunciados no Chile no começo de agosto de 2020, e o estudo, conduzido pela Pontifícia Universidade Católica do Chile, foi chamado Estudio Clínico CoronaVac03CL e imunizou mais de 2 000 chilenos entre 18 e 50 anos de idade, tendo sido concluído em março de 2021 que 90% dos vacinados desenvolveram anticorpos.

#### Testes de fase 3 na Ásia

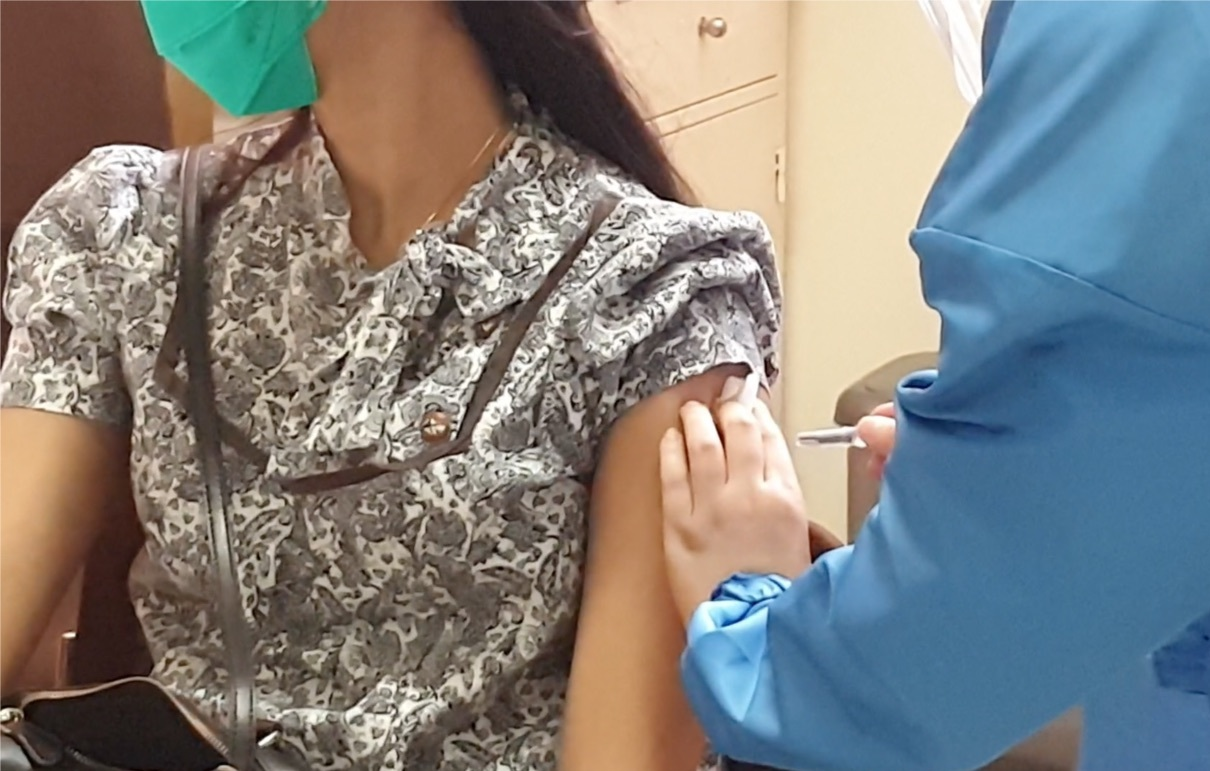
Voluntária na Indonésia recebendo uma dose

Na metade de agosto de 2020, a Sinovac começou os testes de fase 3 da vacina na Indonésia junto à Bio Farma, a maior farmacêutica do país. Um total de 1 620 voluntários receberam doses da vacina ou placebo, incluindo o governador da província, Mochamad Ridwan Kamil, e outras autoridades.
Em 16 de setembro a Turquia começou os testes com 1 300 profissionais de saúde com idades entre 18 e 59 anos. No país houve dois estágios de testes: após os profissionais de saúde terem sido imunizados e os resultados terem sido satisfatórios, outros voluntários foram admitidos, tendo ao final sido vacinadas mais de 7 mil pessoas. O estudo, no país, foi coordenado pela Universidade de Hacettepe.

## Produção
Uma fábrica de 20 000 metros quadrados foi montada em Pequim para a produção da vacina, com a capacidade de produzir até 300 milhões de doses ao ano, mas no começo de dezembro de 2020, a Sinovac anunciou que obteve um investimento superior a 500 milhões de dólares para construir uma nova fábrica para a fabricação da CoronaVac, prevendo a produção, conforme anúncio no website, de 1 bilhão de vacinas por ano.
No Brasil, o Instituto Butantan anunciou em novembro de 2020 que produziria 100 milhões de doses por ano.
Já na Indonésia, a companhia farmacêutica Bio Farma espera produzir 45 milhões de doses no decorrer de 2021.

## Regulação e comercialização

### Azerbaijão
O Azerbaijão assinou, em janeiro, um contrato para a compra de 4 milhões de doses da CoronaVac. Parte dessas doses já estão disponíveis no país e começaram a ser aplicadas dia 18 de janeiro, quando o programa de vacinação em massa começa. As doses do imunizante, primeiro, passam pela Turquia, onde são checadas, empacotadas e enviadas ao país.

### Brasil

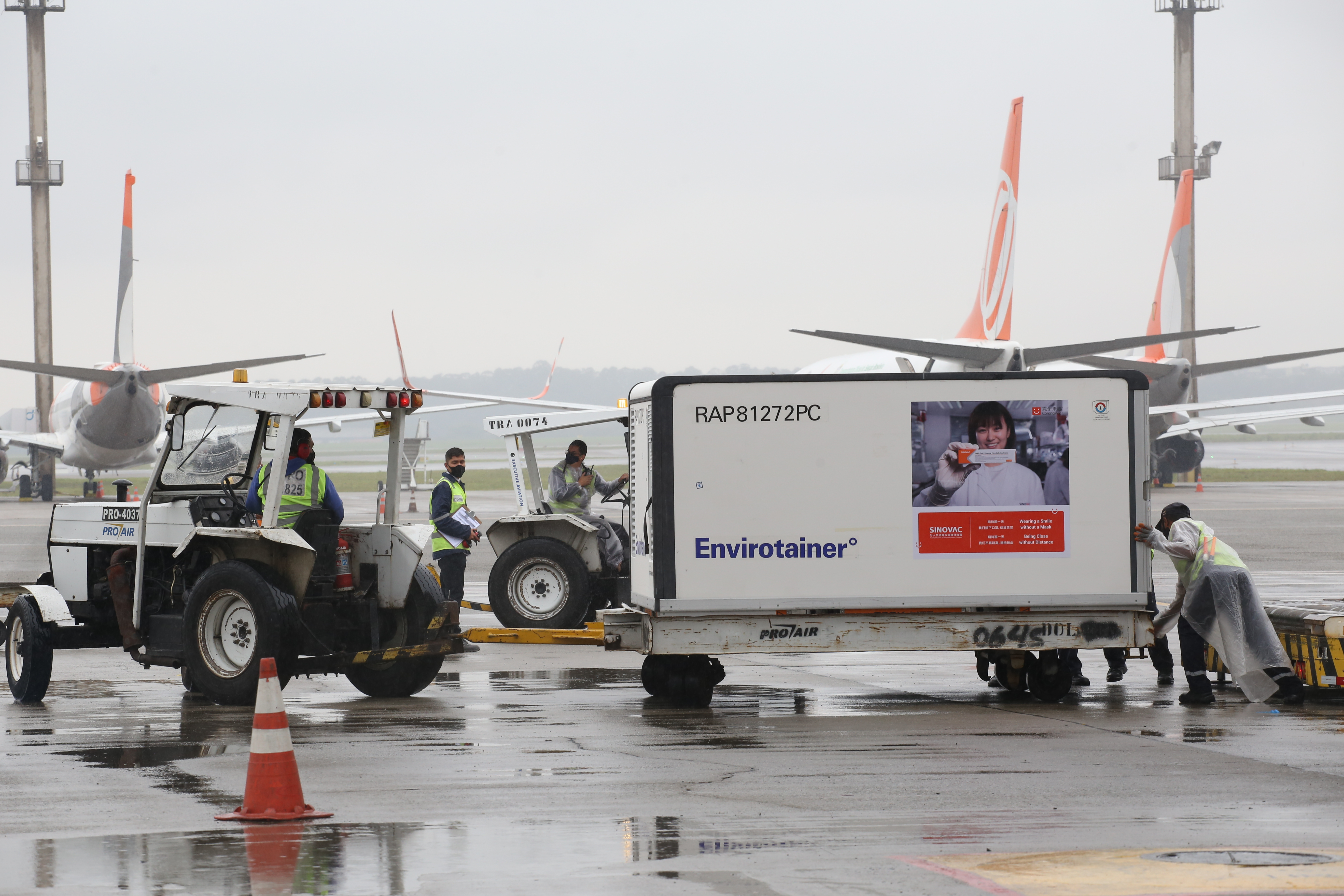
As primeiras 120 mil doses do imunizante desembarcam no Brasil

Mesmo antes dos testes de fase 3 terminados no Brasil, em 30 de setembro o governo de São Paulo assinou um contrato para a aquisição de 46 milhões de doses da CoronaVac que deveriam estar no país até o final de 2020, o que acabou não acontecendo.
A Anvisa autorizou a importação de 6 milhões de doses da CoronaVac já fabricadas na China no fim de outubro, sendo que as primeiras 120 mil doses chegaram em São Paulo no dia 19 de novembro e no total, até o final de 2020, um total de 10,8 milhões de doses já se encontravam em solo brasileiro.
Em 17 de janeiro de 2021, a Agência Nacional de Vigilância Sanitária (Anvisa) aprovou, por unanimidade dos votos dos colegiados, a liberação para uso emergencial da CoronaVac no Brasil.
Semanas depois, no início de fevereiro, o Ministério da Saúde assinou um contrato com o Butantan para a compra de 100 milhões de doses da vacina para o Plano Nacional de Imunização.
A Sinovac espera distribuir a vacina para toda a América do Sul a partir da parceria com o Instituto Butantan.

### Chile
O Ministro da Saúde do Chile, Enrique Paris, anunciou no começo de outubro que o país encomendou 20 milhões de doses da CoronaVac. Paris disse esperar que a Anvisa ou o Instituto de Saúde Médica do Chile aprove o uso da vacina chinesa para que a população chilena já comece a ser imunizada. Andrés Couve, Ministro da Ciência chileno, disse que essas doses já encomendadas seriam adquiridas com um desconto de 75% em relação ao preço de mercado. Em dezembro, Paris afirmou que 5 milhões de doses do imunizante devem chegar ao país no primeiro trimestre de 2021.

### China
No fim de agosto, a CoronaVac foi aprovada para uso emergencial como parte de um programa do país para vacinar grupos de alto risco, tal qual profissionais da saúde. Em meados de outubro, o Centro de Controle e Prevenção de Doenças da cidade de Jiaxing, Zhejiang, começou a ofertar o imunizante para grupos de alto risco e trabalhadores essenciais a 200 yuans (algo em torno de 30 dólares) por dose. A CoronaVac será uma das vacinas que o país usará para vacinar 50 milhões de pessoas antes do ano-novo lunar.

### Hong Kong
Hong Kong adquiriu 7,5 milhões de doses da vacina chinesa em dezembro e espera receber as primeiras 1 milhão de doses em janeiro de 2021.

### Chipre
A Turquia enviou 20 000 doses da CoronaVac para o Chipre, mais especificamente para o Chipre do Norte, no dia 14 de janeiro. Ali Pilli, ministro da saúde do Chipre do Norte, disse que a região pretende começar a aplicação das doses recebidas nos próximos dias.

### Filipinas
O governo filipino espera obter 20 milhões de doses da vacina no decorrer de 2021. Dessa quantia, cinco milhões de doses chegarão ao país ainda no primeiro trimestre e é provável que a CoronaVac seja o primeiro imunizante a ser efetivamente utilizado no país. Espera-se que o pedido para uso emergencial do imunizante no país seja feito ainda no começo de janeiro.

### Indonésia
Retno Marsudi, ministra das relações exteriores da Indonésia, anunciou no final de agosto que o país assinou um contrato com a Sinovac para a compra de 50 milhões de doses do imunizante que serão entregues entre novembro de 2020 e março do ano seguinte. Essa quantidade já seria suficiente para vacinar as pessoas listadas na primeira fase do programa nacional de imunização do país. O contrato foi atualizado e o país garantiu 144 milhões de doses a serem entregues na primeira metade de 2021. As primeiras 1,2 milhões de doses do imunizante chegaram ao país no dia 6 de dezembro. O governo indonésio espera receber, no começo de 2021, mais 1,8 milhões de doses prontas. Os habitantes da ilha turística de Bali serão um dos primeiros a receber a CoronaVac, sendo que as doses já disponíveis começaram a ser distribuídas para todas as províncias do país em 3 de janeiro de 2021.
A BPOM, agência reguladora do país, concedeu autorização para uso emergencial do imunizante no dia 11 de janeiro. Nos estudos a vacina ofereceu eficácia de 65,3%. O presidente Joko Widodo recebeu uma dose da CoronaVac no dia 13 de janeiro e, logo após, o país começou sua campanha de imunização em massa. O presidente Widodo disse: "a vacinação contra COVID-19 é importante para quebrarmos a cadeia de transmissão do coronavírus e providenciar saúde, segurança e proteção para todos os indonésios," acrescentando que a imunização também ajudará a "acelerar a melhora da economia".

### Malásia
A farmacêutica malaia Pharmaniaga Berhad firmou um contrato com a Sinovac no dia 12 de janeiro para que possa ajudar no processo de produção do imunizante. O contrato, facilitado pelo governo do país, permitirá que a Pharmaniaga forneça doses mais baratas a Malásia já a partir de março.

### Singapura
O país assinou contratos de compra com várias produtoras de vacinas, incluindo a Sinovac.

### Tailândia
O primeiro-ministro do país, Prayuth Chan-ocha, anunciou no dia 4 de janeiro de 2021 que a Tailândia comprou 3 milhões de doses da vacina. Segundo o calendário de entrega, as primeiras 200 mil doses estarão disponíveis em fevereiro, 800 mil doses no mês seguinte e o restante chegará em abril.

### Turquia
Em 25 de novembro, Fahrettin Koca, ministro da saúde da Turquia, disse que um contrato foi assinado com a Sinovac para a entrega de 50 milhões de doses da CoronaVac entre os meses de dezembro e fevereiro. As primeiras 3 milhões de doses do imunizante chegaram em Ankara no dia 30 de dezembro. Koca anunciou, também em 30 de dezembro, que o país começará a imunizar sua população com a CoronaVac no mês seguinte, janeiro de 2021, quando os resultados interinos dos testes de fase III ocorrendo no país serão revelados. O ministro destacou, repetidamente, ter confiança no imunizante da Sinovac com base em resultados já conhecidos, contudo, os testes de fase III no país devem ocorrer até fevereiro de 2021.
A TMMDA, agência reguladora turca, concedeu a permissão para uso emergencial da vacina no dia 13 de janeiro. No mesmo dia, o ministro da saúde e os membros do comitê científico que cuida da pandemia no país (o Koronavirüs Bilim Kurulu) tomaram a primeira dose da CoronaVac, com a campanha de imunização em massa começando dia 14 de janeiro. Neste dia, o presidente turco Recep Tayyip Erdoğan também foi vacinado e encorajou a imunização: "Há algumas pessoas fazendo uma campanha negativa [sobre a vacinação], mas tenho certeza que o senso comum prevalecerá".

### Ucrânia
A Ucrânia fechou um acordo para a compra de 1,9 milhão de doses da CoronaVac no final de dezembro. Conversas entre o país e a Sinovac vinham ocorrendo desde setembro.

## Controvérsia sobre eficácia

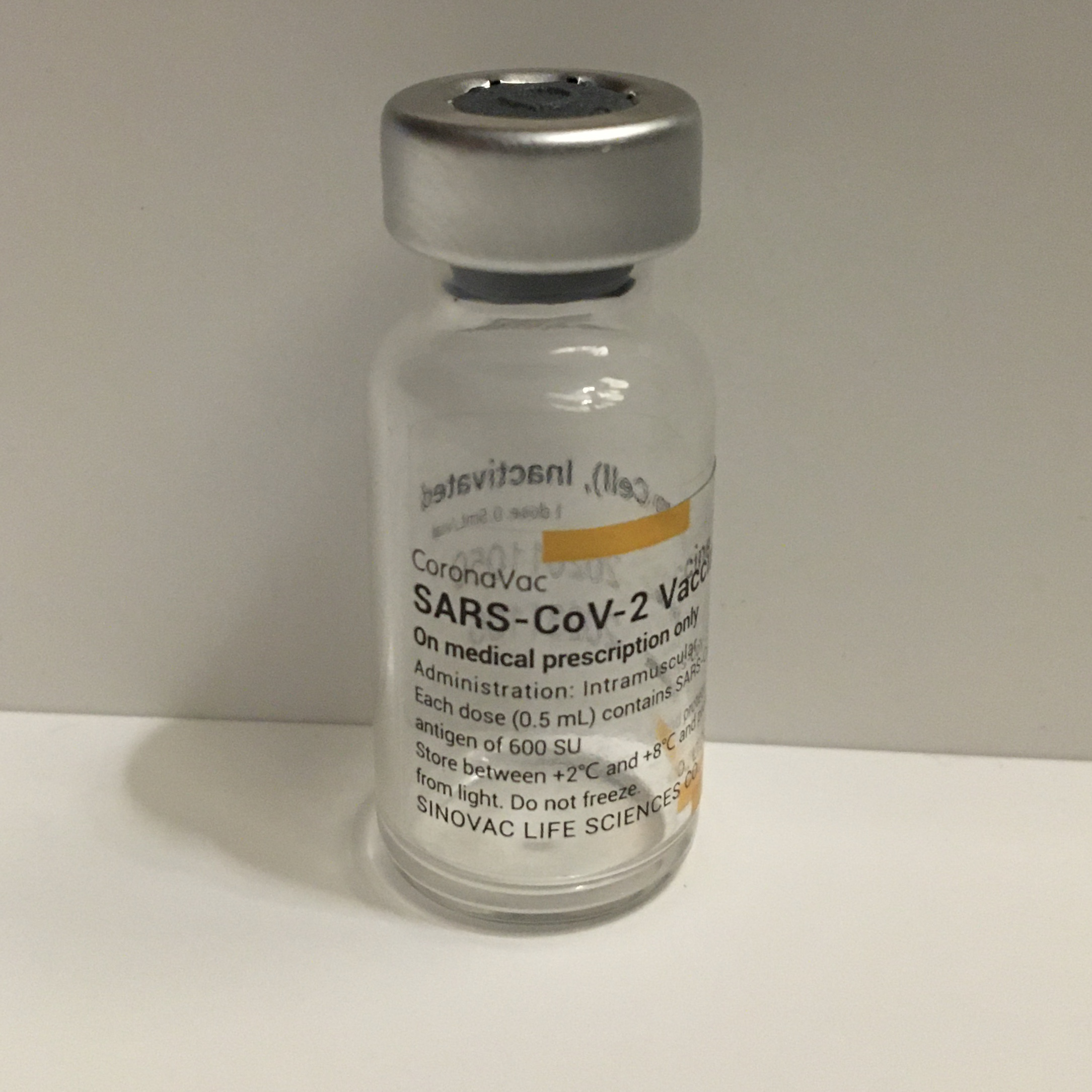
Frasco da CoronaVac. Estudos comprovaram que a vacina era eficaz contra a maioria das novas variantes.

No dia 23 de dezembro, dia marcado pelo Instituto Butantan para envio dos dados da fase 3 dos testes no Brasil para a Anvisa, o Governo de São Paulo revelou que devido a uma cláusula no contrato os dados não poderiam ser enviados à Agência antes de serem revisados pela Sinovac devido a problemas na eficácia da vacina no Brasil, já que havia "alguma discrepância" com os dados dos testes feitos em outros países, e que por isto o laboratório chinês queria analisar os relatórios, para, segundo o Jornal Nacional, "unificar o resultado".
Um dia após, a Turquia anunciou uma eficácia de mais de 91%, enquanto no Brasil especialistas e a imprensa falavam sobre a possibilidade de uma eficácia bem menor, que poderia girar em torno dos 50%.
Em 6 de janeiro, o Butantan anunciou que a eficácia seria de 78% em casos leves e 100% para casos moderados e graves (nos estudos clínicos), solicitando autorização para uso emergencial na Anvisa dois dias depois. A eficácia tende a reduzir com a idade, sendo 61,8% eficaz para idosos de 70 a 74, 48,9% de 75 a 79, e 28% para os com 80 anos ou mais.
O imbróglio em torno da vacina foi abordado pelo programa Fantástico no dia 10 de janeiro, que reportou que as taxas de eficácia divulgadas na semana anterior não seriam a taxa global. Segundo a reportagem, especialistas acreditavam que o número ficaria em torno de 63%.  Ao programa, o diretor do Butantan, Dimas Covas, disse: "eu divulguei as taxas de eficácia clínica, que é o que interessa para esta vacina". (…) "A população não sabe o que é eficácia (…). Ela quer saber qual o efeito que a vacina tem". Instado a confirmar o número de 63%, ele respondeu: "não é o momento de divulgar todos os detalhes do estudo". A postura do Butantan destoou da de outros laboratórios, como da Pfizer, Moderna e da própria Fiocruz, que haviam revelado a taxa exata geral de suas vacinas. A epidemiologista Denise Garret disse que o número era importante para que se pudesse prever a "meta da campanha de vacinação" e que uma suposta eficácia de 63% não seria ruim, pois estaria acima de 50%, número de eficácia mínimo exigido pela Organização Mundial da Saúde.
Enfrentando problemas com a não apresentação de dados necessários para a Anvisa, o Butantan anunciou no dia 12 que a taxa de eficácia global (geral) da vacina era de 50,38%, pouco acima dos 50% exigidos pela OMS.
O Chile reportou uma eficácia de 56% com duas doses, mas apenas 3% com uma única dose.

### Efetividade em idosos no Brasil
Um estudo publicado em agosto de 2021 no periódico britânico The BMJ, avaliou a eficácia em mundo real da CoronaVac em idosos no Brasil durante a ampla circulação da variante gama da Covid-19. O estudo apontou os seguintes números com 14 dias ou mais depois da segunda dose:

#### 70-74 anos
- 59,0% de eficácia contra doença sintomática.
- 77,6% de eficácia contra admissões hospitalares.
- 83,9% de eficácia contra mortes.

#### 75-79 anos
- 56,2% de eficácia contra doença sintomática.
- 66,6% de eficácia contra admissões hospitalares.
- 78,0% de eficácia contra mortes.

#### ≥80 anos
- 32,7% de eficácia contra doença sintomática.
- 38,9% de eficácia contra admissões hospitalares.
- 44,0% de eficácia contra mortes.

O estudo concluiu que eficácia da CoronaVac diminui com o aumento da idade na população idosa, obtendo bons resultados na população mais jovem.
A baixa eficácia para pessoas com 80 anos ou mais, gerou debates sobre uma dose de reforço nesse grupo.

### Surto em asilo após imunização
Em maio de 2021 o Lar do Idosos São Vicente de Paula da cidade de São Luiz Gonzaga, no Rio Grande do Sul, registrou um surto de covid-19 entre seus residentes e funcionários após todos terem sido completamente imunizado,  ainda dois meses antes, em fevereiro. No surto, ao menos 23 dos 56 idosos institucionalizados testaram positivo para a doença. Uma mulher faleceu e sete internos tiveram que ser hospitalizados.

### Projeto S: o caso de Serrana
Entre fevereiro e abril de 2021, o Instituto Butantan coordenou um projeto, chamado Projeto S, na cidade de Serrana, em São Paulo, imunizando cerca de 100% da população adulta. Àquela altura, Dimas Covas, diretor do Butantan, anunciava que a vacina tinha uma eficácia de 100% na prevenção de casos graves e mortes por covid-19. No entanto, já no início de maio, a primeira morte ocorreu, conforme o boletim oficial do dia 03, e outras 6 foram registradas naquele mês.
No dia 01 de dezembro de 2021, o portal Poder 360 reportou que "o município (…) registrou em novembro o maior número de casos de covid-19 desde o início da pandemia. Foram 742 casos confirmados, mais que os 706 registrados em janeiro (recorde anterior), quando poucos haviam sido vacinados".
Semanas antes, em 06 de novembro, a Wikinotícias havia divulgado na matéria intitulada Covid-19: seis meses após imunização com CoronaVac, Serrana registra o mesmo número de mortes que nos meses anteriores, que depois da vacinação em massa tendo sido finalizada em abril, a cidade havia registrado "novas 29 mortes por covid-19 de maio até31 de outubro e que este número era praticamente igual ao registrado nos meses anteriores à imunização, de outubro de 2020 a março de 2021, quando haviam sido reportadas 30 mortes pela doença na cidade.
Com base no boletim oficial, 37 mortes ocorreram entre setembro de 2020 e março de 2021 e 31, entre maio e novembro de 2021 - uma redução de apenas 16%.
| Antes da Vacinação  | Total de mortes | Total de casos |
| ------------------- | --------------- | -------------- |
| Set/20 a mar/21     | 37              | 2.602          |
| Depois da vacinação | Total de mortes | Total de casos |
| Mai/21 a nov/21     | 31              | 2.446          |

Nota: o mês de abril não foi adicionado porque foi o mês em que a vacinação foi terminada, no dia 11, e a imunidade de grupo adquirida completamente 14 dias depois

#### Leia na Wikinotícias
- Covid-19: Serrana registra primeira morte após vacinação em massa
- Covid-19: Serrana registra nove mortes em 40 dias, mesmo após imunização em massa com CoronaVac
- Covid-19: seis meses após imunização com CoronaVac, Serrana registra o mesmo número de mortes que nos meses anteriores
- Covid-19: Serrana registra recorde de casos, mesmo após imunização com a vacina CoronaVac

## Fórmula
Cada dose de 0,5 mL de suspensão injetável contém 600 SU do antígeno do vírus inativado SARSCoV-2. Excipientes: hidróxido de alumínio, hidrogenofosfato dissódico, di-hidrogenofosfato de sódio, cloreto de sódio, água para injetáveis e hidróxido de sódio para ajuste de pH. Este produto não contém conservantes.

## Posologia e modo de usar
O esquema de imunização é de 2 doses de 0,5 mL com intervalo de 2-4 semanas entre as doses. Recomenda-se a administração da vacina na região deltoide da parte superior do braço por via intramuscular.

## Reações adversas e contraindicações
Indicada para uso adulto e proibida para quem tem alergia a qualquer um dos componentes da vacina e pessoas com febre, doença aguda e início agudo de doenças crônicas, devendo ser usada com cuidado também por quem tem histórico familiar e pessoal de convulsão, portadores de doenças crônicas, história de epilepsia e alergias. Não é indicada para gestantes.
As reações adversas mais comuns foram dor no local da aplicação, fadiga, febre, mialgia, diarreia, náusea e dor de cabeça.

## Armazenamento
A vacina pode ficar estável por até três anos, se em armazenamento adequado, e suporta ficar até 42 dias à temperatura ambiente de 25 °C, o que pode ser útil se distribuída em locais sem uma cadeia de frio em boas condições.